# Восток (батальон)
Батальон „Восток“ (на руски: Батальон «Восток») е действаща руска сепаратистка военна част от отцепилата се Донецка народна република (ДНР) в Източна Украйна. Бие се срещу армията на Украйна по време на войната в Донбас и руската инвазия през 2022 г. Официалното му наименование е 11-ти отделен гвардейски мотострелков Енакиево-Дунавски полк.

## Формиране
Според интервю с Денис Пушилин, председател на Президиума на Върховния съвет на ДНР, пред The Washington Post, батальонът е сформиран от местни милиции и няма нищо общо с едноименната чеченска част.
Според съобщения в украинските медии, батальонът е бил съставен от бивши служители на украинските специални служби (Алфа, Беркут), както и руски доброволци.
На 9 май 2014 г. в Донецк се появяват въоръжени хора, придвижващи се с два сини камиона КамАЗ с червен надпис „Батальон Восток“. На 20 май е съобщено, че кортеж от автомобили с надписи на руски „Батальон Восток“ се движи из Донецк с автобус ПАЗ и бронетранспортьор.
До 9 юли заедно с батальона „Оплот“ контролират Донецк, Снежное и Шахтьорск, до 9 август – Саур-Могила.

## Символи
Емблемата на батальона представлява щит с вертикални ивици в цветовете на Георгиевската лента (три черни и две оранжеви). В средата е бял кръг, изобразяващ златен (жълт) Георги Победоносец (конник, пронизващ змия с копие). Над кръга с Георги Победоносец е изписано с черни букви с бял контур „БАТАЛЬОН”, под кръга пише „ВОСТОК”.